# Yonekura Makoto
Makoto Yonekura (sinh ngày 28 tháng 12 năm 1970) là một cầu thủ bóng đá người Nhật Bản.

## Sự nghiệp câu lạc bộ
Makoto Yonekura đã từng chơi cho NKK, Nagoya Grampus Eight và Cerezo Osaka.